# Oscar Paul

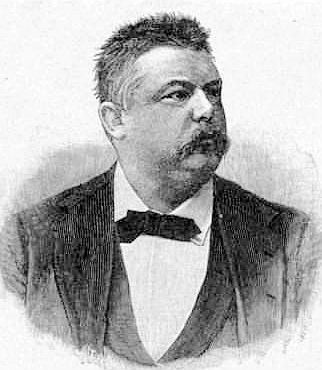
Oscar Paul.

Oscar Paul, född 8 april 1836 i Freiwaldau in Schlesien, död 18 april 1898 i Leipzig, var en tysk musikvetare. 
Paul studerade vid musikkonservatoriet i Leipzig, blev 1860 filosofie doktor samt 1866, på grund av skriften Die absolute Harmonik der Griechen, privatdocent vid Leipzigs universitet, lärare vid musikkonservatoriet 1869 och, efter publicerandet av en översättning av Anicius Manlius Severinus Boethius "De musica" (1872), professor vid universitetet. 
Paul utgav Moritz Hauptmanns "Lehre von der Harmonik" (1868) liksom en egen Lehrbuch der Harmonik (1880; andra upplagan 1894), en Geschichte des Klaviers (1869) och ett Handlexikon der Tonkunst (1873) samt uppsatte tidningarna "Tonhalle" (1869) och "Musikalisches Wochenblatt" (1870).